# Kateřina Valachová
Kateřina Valachová (ur. 15 września 1976 w Brnie) – czeska polityk i prawniczka, parlamentarzystka, w latach 2015–2017 minister szkolnictwa, młodzieży i sportu.

## Życiorys
W 2001 ukończyła studia prawnicze na Uniwersytecie Masaryka w Brnie, doktoryzowała się na tej samej uczelni w 2007. W latach 2003–2012 pracowała w administracji czeskiego rzecznika praw obywatelskich, kierując do 2004 wydziałem analitycznym, a następnie wydziałem prawnym. Od 2006 do 2012 prowadziła równocześnie zajęcia dydaktyczne na Uniwersytecie Masaryka. W 2013 została dyrektorem biura legislacyjnego Senatu.
W 2014 powołana na zastępcę ministra ds. praw człowieka i równouprawnienia. 17 czerwca 2015 objęła stanowisko ministra szkolnictwa, młodzieży i sportu w koalicyjnym rządzie Bohuslava Sobotki, zastępując na tej funkcji Marcela Chládka. Kilka miesięcy później wstąpiła do Czeskiej Partii Socjaldemokratycznej. 21 czerwca 2017 odeszła z rządu. W tym samym roku z listy socjaldemokratów uzyskała mandat deputowanej do Izby Poselskiej.